# Oldenlandia contracta
Oldenlandia contracta är en måreväxtart som beskrevs av Jean Baptiste Louis Pierre och Charles-Joseph Marie Pitard. Oldenlandia contracta ingår i släktet Oldenlandia och familjen måreväxter. Inga underarter finns listade i Catalogue of Life.